# Akkoord inzake Afrikaner zelfbeschikking
Het Akkoord inzake Afrikaner zelfbeschikking (Engels: Accord on Afrikaner self-determination) is een Zuid-Afrikaans akkoord waarin verschillende politieke partijen en de Zuid-Afrikaanse overheid het zelfbeschikkingsrecht voor Afrikaners erkennen. Het akkoord werd op 23 april 1994 in Pretoria gesloten tussen de Zuid-Afrikaanse regering, de regeringspartij Nasionale Party, het African National Congress en het Vrijheidsfront.

## Aanloop
Tijdens de onderhandelingen tussen de Zuid-Afrikaanse (apartheids)regering en het African National Congress was er veel weerstand van conservatieve Afrikaners – van onder meer de Konserwatiewe Party – die niet wilden dat blanken in Zuid-Afrika de macht zouden verliezen. De Zuid-Afrikaanse regering besloot op 17 maart 1992 een algemeen referendum onder stemgerechtigden – alleen blanken waren stemgerechtigd – te houden met de vraag of de regering verder moest gaan met onderhandelingen met het ANC en andere anti-apartheidspartijen om te komen tot een nieuwe grondwet voor het land. De regering van de Nasionale Party bezwoer tijdens de campagne dat zij in deze onderhandelingen nooit een proportioneel kiesstelsel zou aanvaarden, omdat dit zou betekenen dat blanken dan alle macht zouden verliezen. Destijds was 74% van de bevolking zwart en slechts 12% blank. Er zou slechts een vorm van machtsdeling uit de onderhandelingen komen. Ook zou er een tweede referendum komen waarbij het resultaat van de onderhandelingen nogmaals aan de blanke kiezer voorgelegd zou worden. Uiteindelijk stemde 68,7% van de stemmers voor, zodat de onderhandelingen konden doorgaan.
Eind 1992 lag er een akkoord tussen de regering van de Nasionale Party, het ANC en andere belangrijke groepen om te komen tot een nieuwe grondwet. Daarvoor waren grondwettelijke uitgangspunten overeengekomen. In deze uitgangspunten was geen sprake van machtsdeling, maar van een proportioneel kiessysteem op basis van een mens een stem. Conservatieve Afrikaners waren zeer ontevreden met de uitkomsten van deze onderhandelingen. Op 25 juni 1993, tijdens de tweede onderhandelingsronde voor de interimgrondwet van 1993 bestormden ongeveer 3000 woedende aanhangers van de Afrikaner Weerstandsbeweging het World Trade Centre om de onderhandelingen te verstoren. Eind 1993 onderhandelden het African National Congress en het nieuw opgerichte Afrikaner Volksfront over een bantoestan, ook wel volkstaat, voor Afrikaners rond Pretoria. Het ANC ging akkoord met de onderhandelingen, omdat het bang was dat conservatieven binnen het blanke leger misschien een staatsgreep zouden plegen om de blanke heerschappij over Zuid-Afrika te behouden. Hoewel het tot een overeenkomst tussen het ANC en het Afrikaner Volksfront kwam, weigerden de radicalen binnen het Afrikaner Volksfront te tekenen.
Ondertussen weigerde het Afrikaner Volksfront onder druk van haar meest rechtse lid-organisaties als de Konserwatiewe Party en de Afrikaner Weerstandsbeweging mee te doen aan de verkiezingen die op 27 april 1994 gepland stonden. Dit leidde op 26 februari 1994 tot een scheuring van het Afrikaner Volksfront – dat bestond uit hardliners die geen verkiezingen willen – en gematigden die eerst een volkstaat wilden oprichten. De Volkstaters, onder leiding van Constand Viljoen, richtten daarop hun eigen partij op: het Vrijheidsfront.
Begin 1994 weigerde de president van Bophuthatswana zijn bantoestan op te heffen en weer deel te worden van Zuid-Afrika. Hij kwam overeen met het Afrikaner Volksfront dat het Bophuthatswana-leger en paramilitairen van het Volksfront belangrijke plekken zouden bewaken tegen een mogelijke door de Zuid-Afrikaanse Weermacht of ANC-leden geïnitieerde staatsgreep. Bophuthatswana en het Volksfront kwamen overeen dat de racistische Afrikaner Weerstandsbeweging – die zelf ook een paramilitaire organisatie had – buiten deze overeenkomst bleef. Door een eventueel voortbestaan van Bophuthatswana zou een federaal Zuid-Afrika met daarin ruimte voor een Afrikaner thuisland mogelijkerwijs dichterbij zijn. Op 11 maart 1994 deed de AWB toch een inval in Bophuthatswana, waarbij de AWB onschuldige mensen doodschoot en waarbij uiteindelijk ook drie leden van het AWB werden doodgeschoten. Hierop ontstond chaos waarna de Zuid-Afrikaanse Weermacht ingreep en Bophuthatswana neutraliseerde.
Ondertussen dreigden ongeveer een miljoen Arikaners niet mee te willen doen aan een nieuwe statelijke bedeling, waarin Afrikaners hun macht zouden verliezen. Daardoor ontstond er kans op permanente onrust na de verkiezingen. Toen de Nasionale Party in de laatste weken voor de verkiezingen weigerde om het slotdocument van de onderhandelingen met het ANC te tekenen, omdat amnestie voor leden van de staats- en veiligheidsdiensten van het apartheidsregime nog niet geregeld waren, vreesde het ANC een mogelijke staatsgreep. Daarom bleef het ANC met de Afrikaners die tegen de multiraciale verkiezingen waren, onderhandelen over een thuisland of volkstaat voor Afrikaners. Zo kon het ANC hen een alternatief bieden voor de multiraciale verkiezingen.

## Akkoord
Het akkoord inzake Afrikaner zelfbeschikking werd gesloten op 23 april 1994, vier dagen voor de multiraciale verkiezingen op 27 april. Het akkoord wordt gesloten op acht punten:
1. Het idee van Afrikaner zelfbeschikking, inclusief dat van een volkstaat, zal door onderhandelingen tussen de partijen besproken worden;
2. Tijdens de bespreking van Afrikaner zelfbeschikking zullen de mogelijkheden voor lokale en/of regionale en andere vormen van Afrikaner zelfbeschikking niet uitgesloten worden;
3. Het resultaat van onderhandelingen moet gebaseerd zijn op grote steun voor Afrikaner zelfbeschikking en algemene principes als democratie, antiracisme, fundamentele mensenrechten en de promotie van vrede en nationale verzoening;
4. De steun voor Afrikaner zelfbeschikking zal gemeten worden door middel van verkiezingen in een door de partijen overeengekomen gebied of specifieke stembureaus;
5. Een Volkstaatraad zal worden opgericht. Deze Volkstaatraad zal onderzoeken welke vormen van Afrikaner zelfbeschikking mogelijk zijn en verslag uitbrengen aan de Zuid-Afrikaanse regering;
6. De Volkstaatraad is vrij om zijn eigen adviescommissies in te stellen;
7. Tijdens de bespreking van Afrikaner zelfbeschikking zullen de partijen rekening houden met de gevolgen voor de landbouwsector;
8. De partijen komen overeen dat zij alle zaken van belang door middel van onderhandelingen aanspreken. De mogelijkheid van internationale bemiddeling om geschillen en/of moeilijk overeen te komen zaken op te lossen, zal niet worden uitgesloten.

### Ondertekenaars
De ondertekening van het Akkoord inzake Afrikaner zelfbeschikking vond plaats op 27 april in Pretoria. De ondertekening vond plaats onder toeziend oog van prof. Abraham Viljoen en Jürgen Kögl. De volgende partijen ondertekenden het akkoord:
| Partij                        | Naam ondertekenaar | Positie                                   |
| ----------------------------- | ------------------ | ----------------------------------------- |
| Vrijheidsfront                | Constand Viljoen   | Partijleider                              |
| African National Congress     | Thabo Mbeki        | Nationale voorzitter                      |
| Zuid-Afrika / Nasionale Party | Roelf Meyer        | Minister van Grondwettelijke Ontwikkeling |

### Artikel 235
In de nieuwe grondwet van Zuid-Afrika die in 1996 van kracht werd, werd - mede als uitvloeisel van dit akkoord - het zelfbeschikkingsrecht voor afzonderlijke culturele en taalkundige gemeenschappen vastgelegd.

Die Suid-Afrikaanse bevolking as geheel se reg op selfbeskikking soos in hierdie Grondwet vergestalt, belet nie, binne die raamwerk van dié reg, die erkenning nie van die konsep van die reg van enige gemeenskap wat ‘n gemeenskaplike kultuur- en taalerfenis deel, op selfbeskikking binne ‘n territoriale entitiet in die Republiek of op enige ander wyse, soos deur nasionale wetgewing bepaal.
— Artikel 235, Grondwet van die Republiek van Suid-Afrika, 1996

### Moosa-verklaring
Op 5 juni 1998 verklaarde Valli Moosa, de toenmalige minister van Grondwettelijke Ontwikkeling (ANC), tijdens een parlementair begrotingsdebat dat

The pursuit on the part of the Freedom Front and other Afrikaners to strive towards the development of a particular region in the country (the North Western Cape corridor) as a home for Afrikaner culture and language within the framework of the constitution and Bill of Rights, is in government’s view indeed a legitimate pursuit.
(Het streven van het Vrijheidsfront en andere Afrikaners om een bepaalde regio in het land (de Noordwest-Kaapse corridor) als een bakermat voor de Afrikanercultuur en -taal — binnen de grenzen van de Grondwet en het Handvest voor de Rechten van de Mens — te ontwikkelen, wordt door de regering gezien als een rechtmatig steven.)
— Valli Moosa (ANC), minister van Grondwettelijke Ontwikkeling, 1998

## Volkstaatraad
Na de verkiezingen van 1994 werd bevonden dat er voldoende steun was voor het instellen van een Volkstaatraad, die zelfbeschikking voor Afrikaners in kaart moest brengen. Tijdens de verkiezingen had namelijk 37% van de Afrikaners, ruim 620.000 stemgerechtigden, op het Vrijheidsfront gestemd. De Volkstaatraad bestond uit 20 leden en werd opgericht op 16 juni 1994. De Volkstaatraad deed onderzoek naar de wenselijkheid van verschillende vormen van autonomie en zelfbeschikking onder de bevolking van bepaalde gebieden, de demografische haalbaarheid van deze vormen en de staatsvorm van deze gebieden. Daarnaast leverde de Volkstaatraad tussen 1994 en 1996 voortdurend input bij het opnieuw inrichten van het staatkundig bestel van Zuid-Afrika. Hiertoe diende zij verschillende voorstellen in bij verschillende commissies.
Op 31 maart 1999 diende de Volkstaatraad zijn bevindingen in bij de Zuid-Afrikaanse regering. De Volkstaatraad diende de volgende voorstellen in:
| Vorm                                     | Waar                                                 | Aantal inwoners (1998; zonder immigratie)                     | Steun                                                                        | Mogelijkheden                                                                                         |
| ---------------------------------------- | ---------------------------------------------------- | ------------------------------------------------------------- | ---------------------------------------------------------------------------- | --- |
| Onafhankelijke Volkstaat                 | Noordwest-Kaapse corridor met Orania als beginpunt   | ca. 70.000 Afrikaners                                         | Steun van inwoners van Orania en goedkeuring van de Zuid-Afrikaanse regering | Geen realiteit, vereist toekomstige ontwikkeling                                                      |
| Afrikaanstalig gewest ("Belgisch model") | Pretoria-Centurion-Wonderboom                        | 389.656 Afrikaners (72,6%) en 138,920 niet-Afrikaners (27,4%) | 76% van de inwonende Afrikaners                                              | Meest haalbare optie, maar ononderhandelbaar voor de ANC-regering                                     |
| Kantons                                  | Mpumalanga (met o.a. Witbank, Middelburg, Nelspruit) | ca. 200.000 Afrikaners                                        | 80% van de inwonende Afrikaners                                              | |
| Afrikanerraden                           | Non-territoriaal, aanvullend aan elk verkozen orgaan | Alle Afrikaners                                               | n.v.t.                                                                       | De Zuid-Afrikaanse regering ziet niets in dubbele vertegenwoordiging voor Afrikaners via eigen raden. |

Een vorm van autonomie voor de Bosveldstreek in het westelijke deel van Limpopo (Noord-Transvaal) werd al door de Volkstaatraad als onhaalbaar bestempeld.
De Zuid-Afrikaanse regering heeft tot op heden geen reactie op de voorstellen gegeven. De regering gebruikt het argument dat Afrikaners sinds de gemeentelijke herindeling van 2000 nergens meer een meerderheid vormen en dat er daardoor geen mogelijkheden zijn voor autonomie of zelfbeschikking. Door een vorm van kiesrechtgeografie door het African National Congress zijn concentraties van Afrikaners op de kaart vrijwel onzichtbaar geworden.

## Status van Orania
Aangezien apartheid ook een ruimtelijk concept was, lagen (en liggen) woongebieden voor de verschillende raciale bevolkingsgroepen vaak kilometers uit elkaar. Deze woongebieden werden door de Zuid-Afrikaanse regering ten tijde van de apartheid gezien als afzonderlijke steden en dorpen. Na de afschaffing van apartheid kreeg elk dorp zijn eigen Vertegenwoordigende Overgangsraad. In 1999 en 2000 vond de Zuid-Afrikaanse regering het echter tijd worden voor een permanente plaatselijke overheid. Door een proces van kiesrechtgeografie voegde de regering bijvoorbeeld Johannesburg en Soweto of Bloemfontein en Mangaung samen. Hierdoor werden vrijwel overal kleinere Afrikanergemeenschappen samen gevoegd met grotere ander culturele gemeenschappen, waardoor Afrikaners in elke nieuwe gemeente een minderheid vormden.

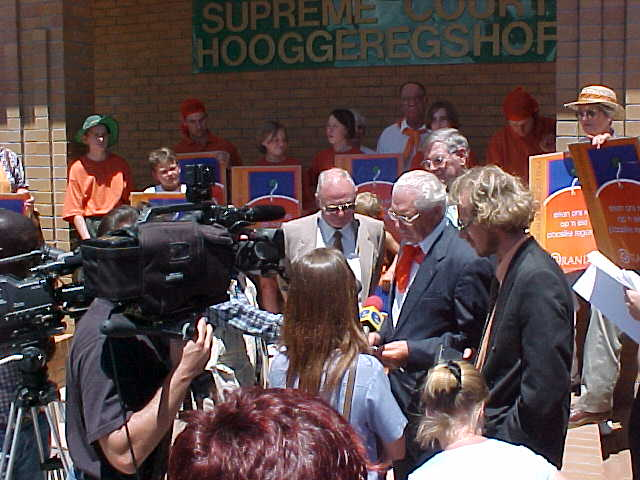
Carel Boshoff en andere inwoners van Orania voor het Hooggerechtshof in Kimberley op 4 december 2000.

In dit proces wilde de provinciale overheid van de Noord-Kaap de vertegenwoordigende overgangsraad van het Afrikanerdorp Orania tijdens nationale gemeentelijke herindelingen ontbinden en het dorp laten samensmelten in de nieuwe gemeente Thembelihle samen met de naburige dorpen Hopetown en Strydenburg. In dit proces werden lokale vertegenwoordigende overgangsraden geïnformeerd door middel van lijsten in krantenadvertenties, waarin stond welke vertegenwoordigende overgangsraden in een gemeente samengevoegd zouden worden. In deze lijsten stond echter niet vermeld dat de Orania Verteenwoordigende Oorgangsraad samengevoegd zou worden met die van Hopetown en Strydenburg als de gemeente Thembelihle. De Orania Verteenwoordigende Oorgangsraad en de Orania Inwonersvereniging sleepten daarop de provinciale overheid voor het Noord-Kaapse Hooggerechtshof. Deze rechtszaak, die nota bene een dag voor de gemeenteraadsverkiezingen diende, dreigde de gemeenteraadsverkiezingen in het hele land ongeldig te maken. De Zuid-Afrikaanse regering, de Noord-Kaapse regering en de Orania Verteenwoordigde Oorgangsraad troffen daarop een door de rechter bekrachtigde schikking. In deze schikking staat dat er onderhandelingen tussen de inwoners van Orania en de regering moesten plaatsvinden om te komen tot een compromis omtrent de gemeentelijke status van Orania. Het Hooggerechtshof oordeelde ook dat de vertegenwoordigende overgangsraad van Orania al zijn bevoegdheden behoudt, totdat er een overeenkomst gesloten is. Door deze schikking is Orania deel van het geografische gebied van de gemeente Thembelihle, maar levert Thembelihle geen diensten en haalt het geen gemeentelijke belastingen op (andere belastingen worden wel betaald door de inwoners van Orania)
Anno 2016 is er nog steeds geen definitieve overeenkomst tussen de regering en de inwoners van Orania bereikt. Orania was deel van de Volkstaat-besprekingen en maakt in de onderhandelingen met de overheid steeds aanspraak op een vorm van zelfbeschikking. Het Vrijheidsfront Plus ondersteunt Orania in zijn streven naar een vorm van zelfbeschikking.